# Прво српско друштво за гимнастику и борење
Прво српско друштво за гимнастику и борење основано је у Београду, у пролеће 1857, на иницијативу сликара Стеве Тодоровића. То је била прва организација такве врсте на подручју Балкана.
Борећи се против конзервативне средине, Тодоровић је у Друштву окупио ученике гимназије и Лицеја, претежно децу угледних родитеља. Вежбало се у магази Саве Спахије, која се налазила на месту данашње школе код Саборне цркве у Београду, што је обележено, спомен-плочом постављеном 1957. године, поводом обележавања стогодишњици Првог српског друштва за гимнастику и борење, на згради школе. Справе за гимнастику и борење (мачевање) Тодоровић је набавио о свом трошку. Рад Друштва је наишао на отпор патријархалне средине јер је Тодоровић „завео такву игру, где деца могу поломити ноге и руке“ како је група родитеља навела у представци упућеној полицији тражећи да се Друштву забрани рад. Међутим и поред забране Тодоровић је издејствовао да обнови рад, па је због повећаног интересовања Друштво преселио у зграду Турског хана. 
У пролеће 1860. је организован „Гимнастички јавни час“, што је била прва приредба такве врсте у Србији. Године 1861. Тодоровић одлази на школовање у Беч, па Друштво постепено смањује своју делатност, да би 1864. престало са радом. 
У спомен на Друштво, Тодоровић је насликао слику Гимнастичари која се данас налази у Народном музеју у Београду.